# Olympische Sommerspiele 1984/Leichtathletik – 4 × 400 m (Männer)

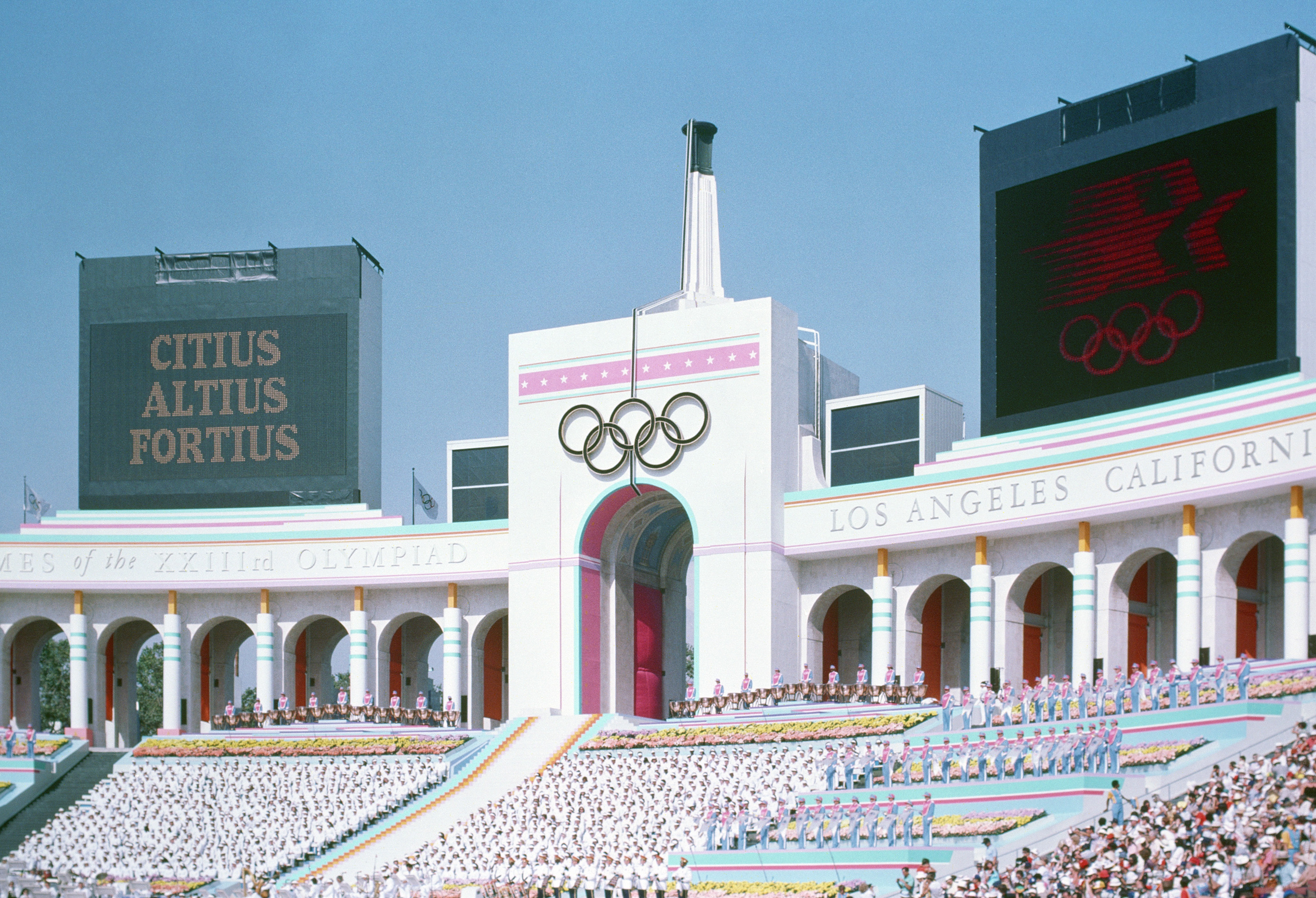
Blick auf des Eingangstor des Los Angeles Memorial Coliseum

Die 4-mal-400-Meter-Staffel der Männer bei den Olympischen Spielen 1984 in Los Angeles wurde am 10. und 11. August 1984 im Los Angeles Memorial Coliseum ausgetragen. In 26 gemeldeten Staffeln (113 Läufer) bzw. 25 gestarteten Staffeln nahmen 109 Athleten teil.
Olympiasieger wurde die Staffel der USA mit Sunder Nix, Ray Armstead, Alonzo Babers und Antonio McKay sowie den im Vorlauf/Halbfinale außerdem eingesetzten Willie Smith und Walter Lee McCoy.
Die Silbermedaille ging an Großbritannien in der Besetzung Kriss Akabusi, Garry Cook, Todd Bennett und Philip Brown.
Bronze gewann Nigeria (Sunday Uti, Moses Ugbisie, Rotimi Peters, Innocent Egbunike).
Die Staffel der Bundesrepublik Deutschland schied im Halbfinale aus.

Staffeln aus der Schweiz, Österreich und Liechtenstein nahmen nicht teil. Die Staffel der DDR war wegen des Olympiaboykotts ebenfalls nicht dabei.

## Aktuelle Titelträger
| Olympiasieger 1980                      | Sowjetunion (Remigijus Valiulis, Michail Linge, Nikolai Tschernezki, Wiktor Markin)           | 3:01,08 min | Moskau 1980   |
| Weltmeister 1983                        | Sowjetunion (Sergei Lowatschow, Aljaksandr Traschtschyla, Nikolai Tschernezki, Wiktor Markin) | 3:00,79 min | Helsinki 1983 |
| Europameister 1982                      | BR Deutschland (Erwin Skamrahl, Harald Schmid, Thomas Giessing, Hartmut Weber)                | 3:00,51 min | Athen 1982    |
| Panamerikanischer Meister 1983          | USA (Alonzo Babers, Mike Bradley, James Rolle, Eddie Carey)                                   | 3:00,27 min | Caracas 1983  |
| Zentralamerika und Karibik-Meister 1983 | Kuba                                                                                          | 3:05,12 min | Havanna 1983  |
| Südamerika-Meister 1983                 | Brasilien (Paulo Correia, Evaldo da Silva, José Luíz Barbosa, Sérgio Menezes)                 | 3:10,8 min  | Santa Fe 1983 |
| Asienmeister 1983                       | Irak                                                                                          | 3:07,98 min | Kuwait 1983   |
| Afrikameister 1982                      | Kenia                                                                                         | 3:05,61 min | Kairo 1982    |

## Bestehende Rekorde
| Weltrekord         | 2:56,16 min | USA (Vince Matthews, Ron Freeman, Larry James, Lee Evans) | Finale OS Mexiko-Stadt, Mexiko | 20. Oktober 1968 |
| Olympischer Rekord | 2:56,16 min | USA (Vince Matthews, Ron Freeman, Larry James, Lee Evans) | Finale OS Mexiko-Stadt, Mexiko | 20. Oktober 1968 |

Der bestehende olympische Rekord, gleichzeitig Weltrekord, wurde bei diesen Spielen nicht erreicht. Mit 2:57,91 min verfehlte Olympiasieger USA den Rekord im schnellsten Rennen, dem Finale, um 1,75 Sekunden.

## Vorrunde
Datum: 10. August 1984
In der Vorrunde wurden die 26 Staffeln in vier Läufe gelost. Eine Mannschaft trat nicht an. Für das Halbfinale qualifizierten sich pro Lauf die ersten drei Staffeln. Darüber hinaus kamen die vier Zeitschnellsten, die sogenannten Lucky Loser, weiter. Die direkt qualifizierten Staffeln sind hellblau, die Lucky Loser hellgrün unterlegt.
Die Staffel der USA erzielte mit 3:01,44 min in Lauf vier die schnellste Vorlaufzeit. Die langsamste direkt qualifizierte Staffel war die Mannschaft aus Trinidad und Tobago in Lauf eins mit 3:06,81 min. Die schnellste Staffel, die sich nicht qualifizieren konnte, war mit 3:08,33 min in Lauf zwei die Staffel Frankreichs.

### Vorlauf 1
| Platz | Staffel                      | Besetzung                                                                                          | Zeit        |
| ----- | ---------------------------- | -------------------------------------------------------------------------------------------------- | ----------- |
| 1     | Australien                   | Darren Clark Gary Minihan Peter Van Miltenburg (Vorlauf/Halbfinale) Rick Mitchell (Vorlauf/Finale) | 3:03,72 min |
| 2     | Kanada                       | Michael Sokolowski Douglas Hinds Bryan Saunders Timothy Béthune                                    | 3:04,47 min |
| 3     | Trinidad und Tobago          | Anton Skerritt Michael Puckerin Derek Archer Michael Paul                                          | 3:06,81 min |
| 4     | Schweden                     | Lauri Tommy Johansson Eric Josjö Christer Gullstrand Thomas Nyberg                                 | 3:07,32 min |
| 5     | Japan                        | Shigenori Omori Ryoichi Yoshida Hiroki Fuwa Susumu Takano                                          | 3:08,16 min |
| 6     | Mosambik                     | Leonardo Loforte Pedro Gonçalvo André Titos Henrique Ferreira                                      | 3:08,95 min |
| 7     | Vereinigte Arabische Emirate | Rashid al-Jirbi Khamis Ibrahim Khamis Mubarak Ismail Ibrahim Aziz                                  | 3:19,90 min |

### Vorlauf 2
| Platz | Staffel                  | Besetzung                                                                | Zeit        |
| ----- | ------------------------ | ------------------------------------------------------------------------ | ----------- |
| 1     | Großbritannien           | Kriss Akabusi Garry Cook Todd Bennett Philip Brown                       | 3:06,10 min |
| 2     | Italien                  | Roberto Ribaud Ernesto Nocco Mauro Zuliani (Vorlauf) Donato Sabia        | 3:06,28 min |
| 3     | Uganda                   | John Goville Moses Kyeswa Peter Rwamuhanda Mike Okot                     | 3:06,65 min |
| 4     | Frankreich               | Yann Quentrec Didier Dubois Jacques Fellice Aldo Canti                   | 3:08,33 min |
| 5     | Antigua und Barbuda      | Alfred Browne Larry Miller Howard Lindsay Dale Jones                     | 3:10,95 min |
| 6     | Britische Jungferninseln | Guy Hill Jeremy Molyneaux Dean Greenaway Lindel Hodge                    | 3:11,89 min |
| 7     | Kamerun                  | Ernest Tché-Noubossie Jean-Pierre Abossolo-Ze Barnabé Messomo Mama Moluh | 3:16,00 min |

### Vorlauf 3
| Platz | Staffel        | Besetzung                                                                               | Zeit        |
| ----- | -------------- | --------------------------------------------------------------------------------------- | ----------- |
| 1     | Barbados       | Richard Louis David Peltier Clyde Edwards Elvis Forde                                   | 3:03,31 min |
| 2     | BR Deutschland | Martin Weppler Uwe Andreas Schmitt Thomas Giessing (Vorlauf) Erwin Skamrahl             | 3:03,33 min |
| 3     | Elfenbeinküste | Georges Kablan Degnan Avognan Nogboun René Djédjémel Mélédjé Gabriel Tiacoh             | 3:03,50 min |
| 4     | Jamaika        | Stephen Griffiths Mark Senior Dennis Wallace (Vorlauf) Devon Morris                     | 3:03,85 min |
| 5     | Brasilien      | João Batista da Silva José Luíz Barbosa Antônio Dias Ferreira (Vorlauf) Gérson de Souza | 3:05,08 min |
| DSQ   | Senegal        | Boubacar Diallo Babacar Niang Moussa Fall Amadou Dia Ba                                 |             |
| DNS   | Sierra Leone   | Prince Duwai Ivan Benjamin Felix Sandy David Peter Sawyerr                              |             |

### Vorlauf 4
| Platz | Staffel | Besetzung | Zeit        |
| ----- | ------- | --- | ----------- |
| 1     | USA     | Willie Smith (Vorlauf/Halbfinale) Ray Armstead (Vorlauf/Finale) Alonzo Babers (Vorlauf/Finale) Walter Lee McCoy (Vorlauf/Halbfinale) | 3:01,44 min |
| 2     | Kenia   | John Anzrah Simon Kitur Jason Opicho Elijah Sogomo                                                                                   | 3:06,07 min |
| 3     | Nigeria | Sunday Uti Moses Ugbisie Rotimi Peters Innocent Egbunike                                                                             | 3:06,34 min |
| 4     | Spanien | Manuel González Solanes Benjamín González Antonio Sánchez Ángel Heras                                                                | 3:08,79 min |
| 5     | Oman    | Barakat al-Sharji Mohamed al-Hashimi Abdullah Sulaiman al-Akbary Mohamed Amer al-Malky                                               | 3:15,87 min |

## Halbfinale
Datum: 10. August 1984
In den beiden Halbfinalläufen qualifizierten sich jeweils die ersten vier Staffeln (hellblau unterlegt) für das Finale.
In sieben Mannschaften wurden Änderungen in den Besetzungen vorgenommen:
- USA: Sunder Nix und Antonio McKay für Ray Armstead und Alonzo Babers
- FRG: Jörg Vaihinger für Thomas Giessing
- AUS: Bruce Frayne für Rick Mitchell
- ITA: Roberto Tozzi für Mauro Zuliani
- BRA: Wilson David Santos für Antônio Dias Ferreira
- JAM: Karl Smith für Dennis Wallace
- KEN: David Kitur für Simon Kitur

Ein Protest gegen die Wertung des ersten Laufes wurde eingereicht und später abgewiesen. Der US-Läufer Walter McCoy war ein paar Meter auf einer falschen Bahn gelaufen. Die Schiedsrichter sahen dies als unabsichtlich an, zumal auch keine anderen Läufer dadurch behindert wurden und sich die US-Staffel keinen entscheidenden Vorteil verschafft hatte.
Die Bestzeit des Halbfinales erzielte die USA mit 3:00,19 min im Lauf eins.

### Lauf 1
| Platz | Staffel        | Besetzung | Zeit        |
| ----- | -------------- | --- | ----------- |
| 1     | USA            | Sunder Nix (Halbfinale/Finale) Walter Lee McCoy (Vorlauf/Halbfinale) Willie Smith (Vorlauf/Halbfinale) Antonio McKay (Halbfinale/Finale) | 3:00,19 min |
| 2     | Großbritannien | Kriss Akabusi Garry Cook Todd Bennett Philip Brown                                                                                       | 3:02,98 min |
| 3     | Kanada         | Michael Sokolowski Douglas Hinds Bryan Saunders Timothy Béthune                                                                          | 3:03,93 min |
| 4     | Uganda         | John Goville Moses Kyeswa Peter Rwamuhanda Mike Okot                                                                                     | 3:04,02 min |
| 5     | BR Deutschland | Martin Weppler Uwe Andreas Schmitt Jörg Vaihinger (Halbfinale) Erwin Skamrahl                                                            | 3:04,69 min |
| 6     | Elfenbeinküste | Georges Kablan Degnan Avognan Nogboun René Djédjémel Mélédjé Gabriel Tiacoh                                                              | 3:04,87 min |
| 7     | Schweden       | Lauri Tommy Johansson Eric Josjö Christer Gullstrand Thomas Nyberg                                                                       | 3:09,40 min |
| 8     | Japan          | Shigenori Omori Ryoichi Yoshida Hiroki Fuwa Susumu Takano                                                                                | 3:10,73 min |

### Lauf 2
| Platz | Staffel             | Besetzung                                                                                        | Zeit        |
| ----- | ------------------- | ------------------------------------------------------------------------------------------------ | ----------- |
| 1     | Nigeria             | Sunday Uti Moses Ugbisie Rotimi Peters Innocent Egbunike                                         | 3:02,22 min |
| 2     | Australien          | Peter Van Miltenburg (Vorlauf/Halbfinale) Gary Minihan Bruce Frayne (Halbfinale) Darren Clark    | 3:03,79 min |
| 3     | Italien             | Roberto Tozzi (Halbfinale/Finale) Ernesto Nocco Roberto Ribaud Donato Sabia (Vorlauf/Halbfinale) | 3:03,87 min |
| 4     | Barbados            | Richard Louis David Peltier Clyde Edwards Elvis Forde                                            | 3:03,89 min |
| 5     | Brasilien           | João Batista da Silva Wilson David Santos (Halbfinale) José Luíz Barbosa Gérson de Souza         | 3:03,99 min |
| 6     | Jamaika             | Stephen Griffiths Mark Senior Karl Smith (Halbfinale) Devon Morris                               | 3:04,24 min |
| 7     | Kenia               | John Anzrah Simon Kitur Jason Opicho Elijah Sogomo                                               | 3:04,74 min |
| DSQ   | Trinidad und Tobago | Anton Skerritt Michael Puckerin Derek Archer Michael Paul                                        |             |

## Finale
Datum: 11. August 1984

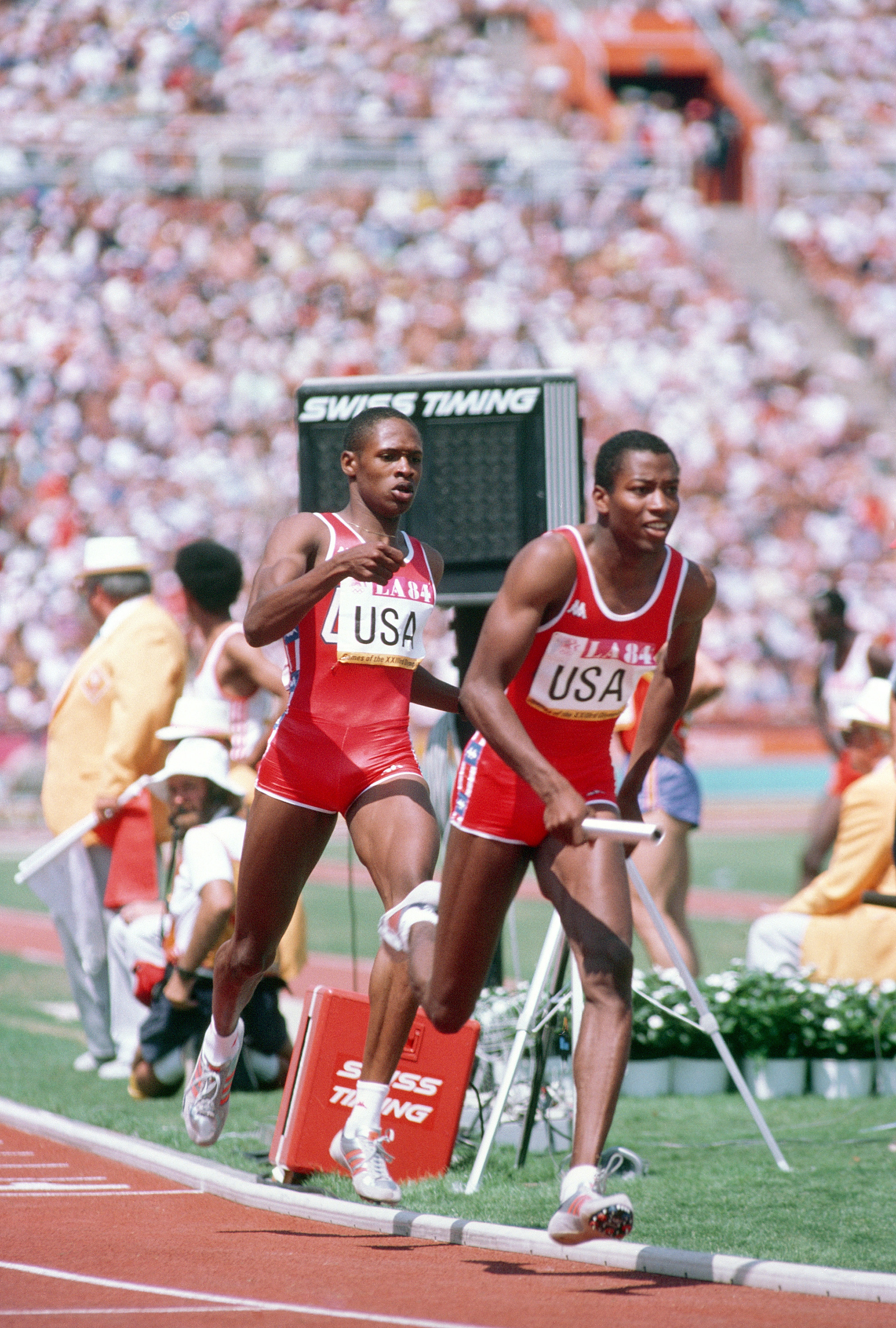
Zweiter Wechsel USA im Finale: Staffelübergabe von Ray Armstead an Alonzo Babers

Im Finale wurden in drei Mannschaften Änderungen in den Besetzungen vorgenommen:
- USA: Ray Armstead für Walter Lee McCoy sowie Alonzo Babers für Willie Smith
- AUS: Rick Mitchell für Peter Van Miltenburg
- ITA: Pietro Mennea für Donato Sabia

| Platz | Staffel        | Besetzung | Zeit        |
| ----- | -------------- | --- | ----------- |
| 1     | USA            | Sunder Nix (Halbfinale/Finale) Ray Armstead (Vorlauf/Finale) Alonzo Babers (Vorlauf/Finale) Antonio McKay (Halbfinale/Finale) im Vorlauf/Halbfinale außerdem: Willie Smith (Vorlauf/Halbfinale) Walter Lee McCoy (Vorlauf/Halbfinale) | 2:57,91 min |
| 2     | Großbritannien | Kriss Akabusi Garry Cook Todd Bennett Philip Brown | 2:59,13 min |
| 3     | Nigeria        | Sunday Uti Moses Ugbisie Rotimi Peters Innocent Egbunike | 2:59,32 min |
| 4     | Australien     | Bruce Frayne (Halbfinale/Finale) Darren Clark Gary Minihan Rick Mitchell (Vorlauf/Finale) im Vorlauf/Halbfinale außerdem: Peter Van Miltenburg (Vorlauf/Halbfinale)                                                                   | 2:59,70 min |
| 5     | Italien        | Roberto Tozzi (Halbfinale/Finale) Ernesto Nocco Roberto Ribaud Pietro Mennea (Finale) im Vorlauf/Halbfinale außerdem: Donato Sabia (Vorlauf/Halbfinale) Mauro Zuliani (Vorlauf)                                                       | 3:01,44 min |
| 6     | Barbados       | Richard Louis David Peltier Clyde Edwards Elvis Forde | 3:01,60 min |
| 7     | Uganda         | John Goville Moses Kyeswa Peter Rwamuhanda Mike Okot | 3:02,09 min |
| 8     | Kanada         | Michael Sokolowski Douglas Hinds Bryan Saunders Timothy Béthune | 3:02,82 min |

Die US-Staffel war besonders vor heimischem Publikum klarer Favorit. Das Tempo der ersten Runde machten jedoch die Nigerianer, die vor Australien, USA, Italien und Großbritannien wechselten. Darren Clark brachte Australien beim zweiten Wechsel in Front. Die USA hatten sich vor Nigeria und den Briten auf Platz zwei vorgearbeitet. Alonzo Babers brachte die US-Amerikaner in der dritten Runde an die Spitze. Auf dem Schlussabschnitt sicherte Antonio McKay den US-Sieg. Philip Brown hatte die britische Staffel auf den zweiten Platz gebracht, die so die Silbermedaille errang. Nigeria konnte ebenfalls noch an den bis dahin drittplatzierten Australiern vorbeiziehen und gewann Bronze. Hinter Australien platzierten sich auf den weiteren Rängen Italien, Barbados, Uganda und Kanada. Der Weltrekord wurde in diesem Wettbewerb zwar nicht erreicht, dennoch war es ein Rennen von hoher Qualität. So unterboten die ersten vier Staffeln die drei-Minuten-Marke. Das war vier Jahre zuvor keinem einzigen Team gelungen. 1976 und 1972 war jeweils alleine die Sieger-Staffel unter drei Minuten gelaufen.
Alonzo Babers gewann nach seinem Sieg über 400 Meter seine zweite Goldmedaille in Los Angeles.
Im sechzehnten olympischen Finale gab es den elften US-Sieg.

Nigeria gewann die erste Medaille in dieser Disziplin.

## Videolinks
- 4x400m Relay - 1985 IAAF World Cup - Dramatic Finish, youtube.com, abgerufen am 9. November 2021
- 1984 LA Olympics 4x400m relay Men, youtube.com, abgerufen am 9. November 2021
- Men's 4 x 400m Relay Final at LA Olympics in 1984, youtube.com, abgerufen am 9. Januar 2018